# 曲承裕
曲承裕（越南语：／；830年—907年），史稱曲先主，中国唐朝末期，授任他為静海节度使，管辖今越南北部一带，為日後越南脫離中國独立建国打下基礎。

## 生平
曲承裕出身於唐代安南鴻州（屬今海陽省寧江縣）的富豪世家。905年中國境內藩鎮割據，政局混亂，而曲承裕則憑著他「宽和愛人」的性格及地方豪族身份，受到當地人支持，自稱靜海節度使、同平章事，以治理安南。其後，曲承裕獲唐朝認可其官職。關於曲承裕開始任靜海節度使的年份，臺灣學者呂士朋認為是905年，越南學者陳仲金認為是906年。
曲承裕任職不久，便於907年去世，其子曲顥继位。

## 評價
- 越南封建時代史家黎嵩讚賞「曲先主世為巨族，雄睿智略，因唐之亡，群心愛戴，共推為主，都于羅城，民安國治，功德永垂。」[4]
- 越共學者認為，曲承裕名義上雖然還是唐朝的官員，但實際上已建立起自主政權。他從中國封建王朝中奪得政權，令越南擺脫其枷鎖，因而堪稱是「民族獨立的奠基人之一」。[5]

### 引用
1. ↑  陳仲金《越南史略》第二卷第五章，中譯本，48頁；呂士朋《北屬時期的越南》，香港中文大學新亞研究所，141頁。
2. ↑  陳仲金《越南史略》第二卷第五章，中譯本，48頁。
3. ↑  郭振鐸、張笑梅《越南通史》第三編第七章，235頁。
4. ↑  黎嵩《越鑑通考總論》（《大越史記全書》卷首），86頁。
5. ↑  越南社會科學委員會《越南歷史》第二部份第四章，中譯本，第144頁。

## 外部連結
- （越南文）（中文）. （原始内容存档于2016-03-04）.